# Пилипів Дмитро
Дмитро Пилипів — український селянин із села Олеша (тепер — Тлумацький район), посол до Галицького сейму 2-го скликання (обраний від IV курії округу Тисмениця — Тлумач). Входив до складу «Руського клубу»).